# Hugo Parisi
Hugo Parisi (Taguatinga (Distretto Federale), 1º agosto 1984) è un tuffatore brasiliano. Ha difeso i colori della nazionale di tuffi brasiliana alle olimpiadi di Atene 2004, Pechino 2008, Londra 2012  e Rio de Janeiro 2016.

## Biografia
È stato testimonial della campagna pubblicitaria del 2016 del profumo Chanel Allure Homme Sport.
Essendosi piazzato tra i primi diciotto atleti classificati nella piattaforma 10 metri nella Coppa del Mondo di tuffi del 2016 ha potuto accedere ai Giochi olimpici di Rio de Janeiro.
Ai giochi di Rio ha gareggiato nel concorso della piattaforma 10 metri sincro con il compagno di nazionale Jackson Rondinelli ed ha concluso all'ultimo posto.

## Palmarès
- South American Swimming Championships
  - 2008 argento nella piattaforma 10m individuale e sincro